# حماسه جنگ تمام‌عیار: تروی
«جنگ تمام عیار: تروی» (انگلیسی: Total War Saga: Troy) یک بازی ویدئویی در سبک بازی استراتژی بزرگ
استراتژی نوبتی از مجموعه بازی‌های سری جنگ تمام عیار است که توسط سگا و در سال ۲۰۲۰ و در پلت‌فرم‌های مایکروسافت ویندوز، مکینتاش، و لینوکس با موضوع یونان باستان و جنگ تروا در دوره موسوم به عصر برنز منتشر شده‌است بازی به صورت تک نفره یا چند نفره قابل انجام است و در مجموع بازخوردهای مثبتی دریافت کرده‌است.